# Traghettamento ferroviario Civitavecchia-Golfo Aranci
Il traghettamento ferroviario Civitavecchia-Golfo Aranci consisteva in servizi di linea marittima per il trasporto di persone, veicoli e rotabili ferroviari (solo carri merci) effettuati con traghetti tra il porto di Civitavecchia (nel Lazio settentrionale) e il porto di Golfo Aranci in Sardegna.
Dopo la sospensione del servizio regolare era attivo un servizio di traghettamento a chiamata fino al 2010 effettuato da Civitavecchia e trasferito, dopo la demolizione degli impianti, agli scali di Messina Marittima e Villa San Giovanni Mare.

## Storia

La Tyrsus a Golfo Aranci Marittima dopo il viaggio inaugurale del servizio

Il primo traghettamento di rotabili ferroviari interessante la rotta della Sardegna avvenne nel 1928 e per motivi legati a impellenti necessità di trasferimento di nuovi veicoli e locomotive a vapore a scartamento ordinario dalla terraferma all'isola per sostituire quello ormai obsoleto e inadeguato ereditato dalla vecchia Compagnia Reale delle Ferrovie Sarde; il collegamento avvenne tra il porto di Civitavecchia e Terranova Pausania utilizzando la nave traghetto Messina, distolta dal servizio sullo stretto di Messina, che in tutta una serie di viaggi trasportò ben 90 locomotive a vapore, 50 carrozze viaggiatori e 1300 carri merci. Il tutto venne svolto mediante l'installazione di ponti mobili provvisori che vennero utilizzati, quando era necessario, in altre occasioni successive. Nonostante le varie istanze, tuttavia, fu solo dopo la seconda guerra mondiale che si ricominciò a parlare di un collegamento regolare di traghetti e il 24 ottobre 1955 l'allora Ministro dei trasporti Angelini relazionò alla Camera dei deputati circa la possibilità di realizzarlo. Il 1º agosto 1956 il Consiglio dei ministri, il cui presidente era Antonio Segni (futuro Presidente della Repubblica), deliberò il piano di finanziamento dell'opera a cura della Cassa del Mezzogiorno. L'anno dopo, in una riunione dei ministri competenti dell'epoca, venne deciso di affidare alle Ferrovie dello Stato il compito di realizzarla. Individuato nella tratta Civitavecchia - Golfo Aranci il percorso più breve (115 miglia) si procedette alla costruzione dei moli, delle invasature e dei ponti mobili. Il 1º ottobre 1961 venne inaugurato il servizio di traghettamento ferroviario con la prima nave, la Tyrsus, alla quale il 29 gennaio 1962 si affiancò nel servizio la gemella Hermaea. Una volta varata la seconda unità il servizio fu strutturato inizialmente svolgendo una coppia di relazioni giornaliere tra i due porti.

Il traghetto Gennargentu delle FS nel 1965

Il successo fu immediato e a dicembre 1962 erano stati trasportati circa 20.000 carri merci, altrettante autovetture e 50.000 passeggeri. Il proposito che stava alla base dell'investimento si realizzava in pieno; tuttavia si raggiunse presto la saturazione determinando la necessità di contingentamento del numero di carri da spedire e di prenotazione per stabilire le priorità di partenza. Il 12 agosto 1965, entrò in servizio la terza nave, Gennargentu, e il 16 aprile 1969 la quarta, Gallura. L'entrata in servizio delle due navi portò a 59.000 il numero di carri trasportati nel 1971 che successivamente si stabilizzò intorno a 50.000 ma il problema divenne insolubile per quanto riguardava il trasporto di autoveicoli nel periodo estivo data la scoperta della Sardegna da parte di un sempre crescente flusso turistico, che indusse le Ferrovie dello Stato ad incrementare inoltre il numero delle corse giornaliere.

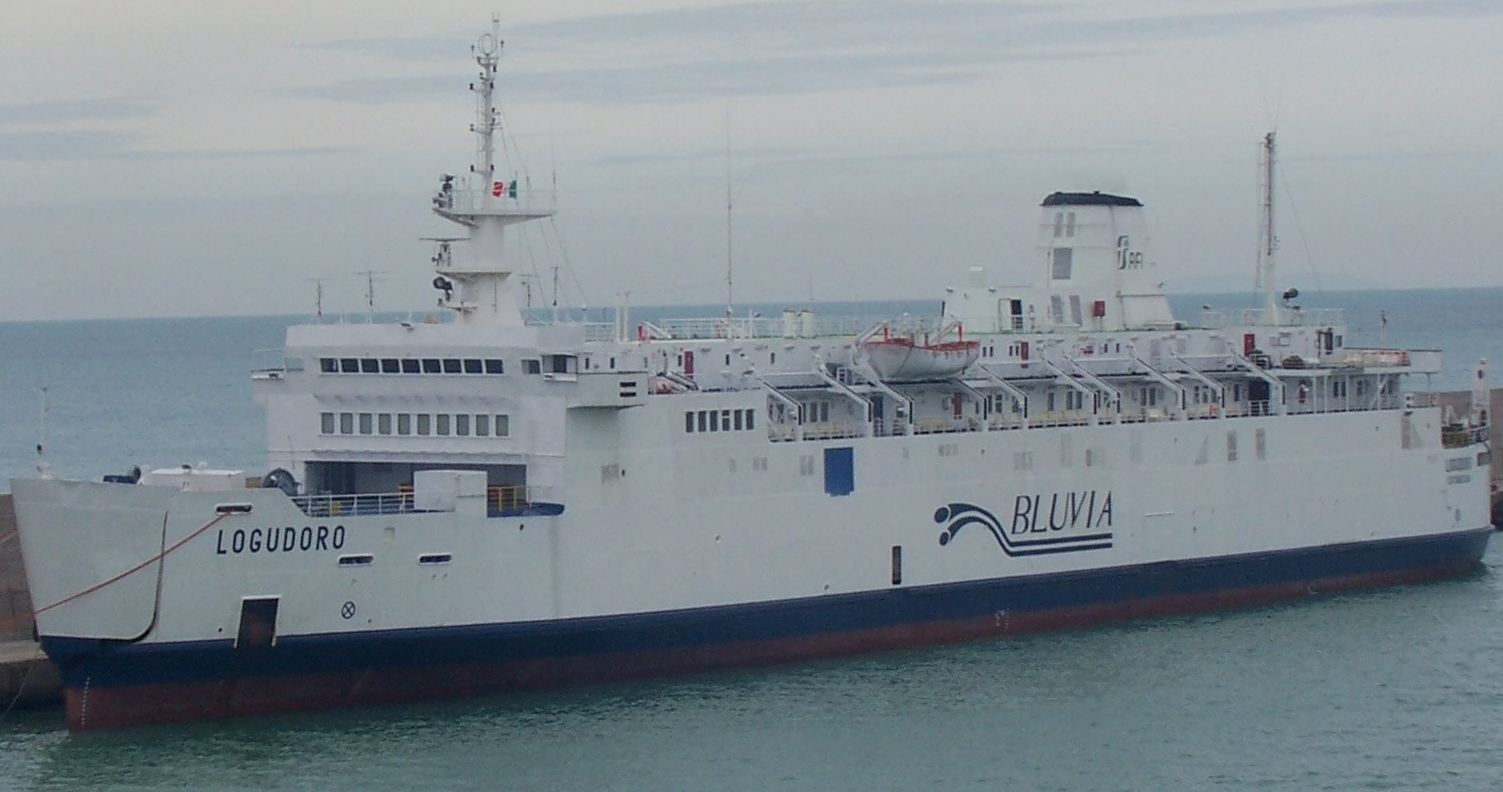
Il Logudoro ormeggiato a Civitavecchia nel 2007

Nel 1974 le FS distaccarono temporaneamente in sussidio la nave San Francesco di Paola, in servizio nello stretto di Messina, e così venne fatto negli anni successivi fino al 1982, quando entrò in servizio la nuova e più capiente Garibaldi, costruita per l'esclusivo trasporto di carri merci e rotabili in generale e per container. Anche in questo caso si raggiunse presto la difficile situazione del traghettamento estivo. Nel 1985, per far fronte alle esigenze del traffico turistico stagionale, venne presa in prestito per un mese da Messina la nave Villa, anch'essa in grado di operare sulla rotta della Sardegna. Negli anni successivi venne ordinata all'industria cantieristica la nave Logudoro. Nel 1977 ebbero anche inizio i lavori di potenziamento del porto di Golfo Aranci, che portarono alla realizzazione di una seconda invasatura attrezzata per le navi FS e per l'intermodalità ferro-navale, per poter far fronte al sempre crescente traffico verso l'approdo gallurese.

Il San Francesco di Paola fu distaccato sulla rotta sarda dal 1974 al 1982

Il processo di privatizzazione delle Ferrovie dello Stato iniziato a gennaio 1986, che prevedeva anche lo scorporo del settore navigazione FS, portò alla creazione della società Bluvia e alla progressiva riduzione delle attività di trasporto ferroviario marittimo con conseguente accantonamento e poi alienazione di buona parte delle navi. Nel 2001 venne interrotto il servizio di trasporto di passeggeri e automezzi e rimase il solo servizio merci effettuato con le navi Garibaldi e Logudoro, occasionalmente sostituite dalle navi Villa e Scilla provenienti dallo Stretto di Messina.
All'inizio del 2008 la società annunciò la cessazione del regolare servizio di traghettamento per il 30 giugno, ma attuò tale proposito l'anno successivo. Nel mese di ottobre del 2009 risultava già aggiudicata la vendita delle due navi traghetto Sibari e Garibaldi. Il servizio rimase attivo su richiesta fino al 2010: a livello di volumi di traffico nel primo semestre 2010 sono stati movimentati 164 carri ferroviari. L'ultima nave rimasta in servizio, la Logudoro, fu trasferita a Messina, mentre la Garibaldi a fine marzo 2010 raggiunse il porto turco di Aliağa per essere successivamente demolita. Con la definitiva chiusura dell'impianto di Civitavecchia Marittima e il successivo trasferimento di mezzi e gran parte del personale a Messina, i collegamenti con Golfo Aranci avvengono da Messina utilizzando le navi Villa o Scilla. Il 28 maggio 2018 a Civitavecchia sono iniziati i lavori di smantellamento del ponte di imbarco dei traghetti, terminati in agosto.

### Le navi
| Nome        | Lunghezza (m) | Nº binari | Velocità in nodi | Capacità massima passeggeri | Capacità veicoli           | Inizio | Disarmo | Note                                                           |
| ----------- | ------------- | --------- | ---------------- | --------------------------- | -------------------------- | ------ | ------- | -------------------------------------------------------------- |
| Tyrsus      | 121           | 3         | 18               | 494                         | 44+30 autovetture 28 carri | 1961   | 2002    | Demolita nel 2005                                              |
| Hermaea     | 121           | 3         | 18               | 494                         | 44+30 autovetture 28 carri | 1962   | 1998    | Demolita nel 1999                                              |
| Gennargentu | 122           | 3         | 18               | 587                         | 85 autovetture 28 carri    | 1965   | 1999    | Demolita in Turchia nel 2001                                   |
| Gallura     | 123           | 3         | 18               | 587                         | 85 autovetture 28 carri    | 1969   | 2001    | Demolita in Turchia nel 2002                                   |
| Garibaldi   | 146           | 4         | 19,5             | Solo merci e container      | 80 carri                   | 1985   | 2008    | Alienata per demolizione nel 2009 Demolita in Turchia nel 2010 |
| Logudoro    | 145           | 4         | 20               | 998                         | 82 autovetture 43 carri    | 1989   | -       | Dal 2012 trasferita a Messina                                  |

## Attrezzature a terra

### Porto di Civitavecchia
Il porto era dotato di una invasatura ordinaria dotata di ponte mobile ferroviario e ponte mobile per l'imbarco di mezzi su gomma. Un secondo approdo di emergenza permetteva il carico e lo scarico in caso di necessità ma era realizzato su una normale banchina del porto adiacente al molo Vespucci. L'invasatura ordinaria era collegata alla linea ferroviaria tirrenica. Nel 2015 sono iniziati i lavori per la demolizione di entrambi i manufatti e la rimozione delle rotaie nell'area del porto. Il 28 maggio 2018 iniziarono i lavori di smantellamento del ponte di imbarco dei traghetti, terminati ad agosto dello stesso anno.

### Porto di Golfo Aranci
Era dotato di due invasature per navi ferroviarie, dotate di ponti mobili specializzati (in seguito ridotte ad una soltanto) e di un approdo sussidiario di emergenza. L'invasatura ferroviaria superstite è collegata alla linea ferroviaria per Cagliari e viene usata solo occasionalmente dalle navi traghetto Villa e Scilla provenienti da Messina Marittima.

## Rotte
- Civitavecchia ↔ Golfo Aranci (carri merci e ferrocisterne; autovetture e passeggeri gestiti da FS fino al 2001, poi da Bluvia fino al 2009)